# Pieter van Maaren
Pieter Cornelis van Maaren (Leerdam, 23 oktober 1963) is een Nederlands ambtenaar, politicus en bestuurder. Hij is lid van het CDA. Sinds 18 april 2025 is hij waarnemend burgemeester van Koggenland. Voorheen was hij burgemeester van Zaltbommel (2019–2024) en Urk (2012–2019).

## Levensloop
Van Maaren werd in Leerdam geboren en groeide op in Heukelum. Na het vwo in Gorinchem volgde hij de opleiding tot bestuursambtenaar en de Hogere Bestuursdienstopleiding (HBDO), met een specialisatie in algemeen bestuurlijke- en juridische zaken, aan de Bestuursacademie Utrecht.
Van Maaren werkte bij een aantal gemeenten als beleidsmedewerker, waarna hij achtereenvolgend werkte als hoofd stafafdeling Algemeen Bestuurlijke en Personele Zaken en stafafdeling Financiën a.i. bij de gemeente Drunen, als gemeentesecretaris van de gemeente Rozendaal en de deelgemeente Hillegersberg-Schiebroek, als plaatsvervangend directeur bedrijfsvoering/hoofd bestuur en organisatieontwikkeling bij de Rechtbank Rotterdam en als bestuurssecretaris van het College van Gedeputeerde Staten en plaatsvervangend chef kabinet van de commissaris van de Koningin bij de provincie Utrecht.
Namens het Christen-Democratisch Appèl (CDA) was Van Maaren gemeenteraadslid in De Bilt, vanaf 2009 als fractievoorzitter. In 2010 was hij in deze gemeente bij de gemeenteraadsverkiezingen lijsttrekker voor het CDA. Van Maaren is belijdend lid van de PKN en was onder andere diaken en ouderling. Ook is hij meerdere jaren voorzitter van de hervormde wijkkerkenraad van de Dorpskerk van De Bilt geweest, die qua stroming behoort tot de Gereformeerde Bond. Hij trouwde en kreeg vier kinderen.
Op 1 juli 2012 werd Van Maaren burgemeester van Urk. Hij was voorzitter van de kring van burgemeesters van Flevoland. Op 30 augustus 2013 heette hij de generale synode van de Christelijke Gereformeerde Kerken welkom. Het was voor het eerst dat een burgemeester sprak op een synode van dit kerkgenootschap.
Vanaf 19 september 2019 was Van Maaren burgemeester van Zaltbommel. Na de Provinciale Statenverkiezingen van 2023 werd Van Maaren met Herman Sietsma door de BoerBurgerBeweging (BBB) gevraagd als verkenners op te treden voor vorming van een coalitie in Flevoland. De twee adviseerden om te onderhandelen over een coalitie van BBB, VVD, ChristenUnie, PVV en SGP en eventueel JA21. Uiteindelijk kregen ze de opdracht om te onderhandelen met BBB, VVD, CU, PVV en SGP. Op 16 juni dat jaar werd een coalitieakkoord bereikt tussen deze partijen.
Van Maaren kwam begin 2024 in opspraak toen bleek dat hij zonder vergunning de ramen van zijn zestiende-eeuwse woning, een rijksmonument, had laten vervangen. Vanwege deze kwestie besloot hij als burgemeester van Zaltbommel terug te treden en werd hem per 1 augustus 2024 ontslag verleend. De rechter bestrafte de overtreding met een geldboete van 750 euro.
Na Zaltbommel werd Van Maaren docent Nederlands, loopbaan en burgerschap bij het Koning Willem I College in Den Bosch. Op 18 april 2025 werd hij waarnemend burgemeester van Koggenland.